# Tadeusz Szczepański (robotnik)
Tadeusz Szczepański (ur. 28 lutego 1960, zm. 16 stycznia 1980 w Gdańsku) – polski robotnik, działacz Wolnych Związków Zawodowych Wybrzeża, który zginął tragicznie w niewyjaśnionych okolicznościach, prawdopodobnie z rąk Służby Bezpieczeństwa PRL.

## Życiorys
Pracował jako mechanik samochodowy w Przedsiębiorstwie Produkcji i Montażu Urządzeń Elektrycznych Budownictwa „Elektromontaż” w Gdańsku.
Był bliskim kolegą Lecha Wałęsy – pracowali w tym samym warsztacie, mieszkali przy tej samej ulicy Wrzosy, w dzielnicy Gdańska – Stogach. Lech Wałęsa w 1979 roku wciągnął Szczepańskiego do Wolnych Związków Zawodowych Wybrzeża, był on członkiem grupy Wałęsy, która kolportowała niezależną prasę i ulotki, a czasem również niszczyła propagandowe tablice i afisze.
Szczepański odegrał bardzo ważną rolę w przygotowaniach do obchodów wydarzeń Grudnia w 1979 roku – dostarczył sprzęt nagłaśniający. 18 grudnia 1979 roku jako przedstawiciel grupy WZZ złożył wieniec pod drugą bramą Stoczni Gdańskiej.
W związku z tą działalnością był prześladowany przez SB, m.in. gdy był sam w mieszkaniu wtargnęli do niego, grozili mu śmiercią, topili go w wannie i bili mokrymi ręcznikami.
Zaginął 16 stycznia 1980 roku po zdaniu egzaminu na prawo jazdy. Poszukiwania rozpoczęto po zgłoszeniu zaginięcia na milicję, ale komunikat o jego zaginięciu ukazał się w „Dzienniku Bałtyckim” dopiero 10 lutego 1980 roku. Równocześnie Lech Wałęsa o zaginięciu poinformował Jacka Kuronia i 13 lutego 1980 roku KSS KOR opublikował komunikat o zaginięciu współpracownika Komitetu Założycielskiego Wolnych Związków Zawodowych Wybrzeża, w którym przedstawiono sylwetkę Szczepańskiego jako działacza WZZ oraz okoliczności, w których po raz ostatni go widziano.
17 marca 1980 roku natrafiono na jego zwłoki (bardzo zmasakrowane) pływające w Motławie na wysokości stacji pomp przy Elektrociepłowni „Ołowianka”. Uważano (m.in. Lech Wałęsa, Bogdan Borusewicz), że Szczepański nie zginął śmiercią naturalną. Przypadkowe utonięcie, podawane przez prokuraturę jako przyczyna zgonu, uznawano za nieprawdopodobne, gdyż panował wtedy silny mróz, rzeka była pokryta grubym lodem, a statki nie kursowały.
O wydarzeniu tym działacze KOR poinformowali dziennikarzy zachodnich (m.in. z agencji Reuter, ANSA, DPA, UPI).
Szczepański pochowany został 25 marca 1980 roku na cmentarzu Łostowickim w dzielnicy Siedlce. W pogrzebie, mimo wielkiej aktywności SB i milicji, wzięło udział do dwóch tysięcy osób. Przemawiał Bogdan Borusewicz. Wielu innych działaczy opozycji (w tym Lech Wałęsa) zostało przed pogrzebem zatrzymanych przez SB i przetrzymywanych przez 48 godzin.
W filmie „Człowiek z żelaza” umieszczona została scena wydobycia zwłok Szczepańskiego z Motławy.
Z dokumentów, które trafiły do Archiwum IPN jednoznacznie wynika, że SB na poziomie MSW kierowała śledztwem w sprawie zaginięcia Szczepańskiego i broniła tezy o tragicznym wypadku.